# خليج كوريا الشرقي
خليج كوريا الشرقي هو خليج يقع في كوريا الشمالية وهو امتداد لبحر اليابان (البحر الشرقي لكوريا). وهو يقع بين محافظتي هامغيونغ الجنوبية و كانغوون.